# ロンリーハート
『ロンリーハート』（Lonely Hearts）は、2006年にアメリカで製作されたサスペンス映画。
アメリカ合衆国に実在した殺人鬼カップルレイモンド・フェルナンデスとマーサ・ベックと、彼らを追った刑事エルマー・C・ロビンソンの実話をもとに製作されている。ちなみに監督・脚本を務めたトッド・ロビンソンは、エルマー・C・ロビンソンの実の孫にあたる。

## ストーリー
1940年代のアメリカ合衆国。結婚詐欺師のレイモンド・フェルナンデスは、今日も新聞の恋人募集欄「ロンリーハート・クラブ」で獲物を物色していた。彼はそこに名前が載っていたマーサ・ベックを次の標的にすることを決めるが、実際に会ってみると彼女は決して裕福ではなく、レイモンドは彼女の元から去ることにする。
しかし、その際ドジを踏んでしまったレイモンドは、あわや逮捕という危機に陥ってしまうが、そこをマーサに助けられる。マーサはレイモンドを深く愛していたのだ。そんな彼女にレイモンドも心を奪われてしまう。そして二人は共に結婚詐欺を働くことにするのだが、マーサは強すぎるほどの嫉妬心の持ち主で、ついには相手女性を殺害してしまう。
こうして二人は次々と女性の命を奪っていくのだったが、そんな彼らを刑事エルマー・C・ロビンソンが着実に追い詰めていた。

## キャスト
| 役名                         | 俳優                         | 日本語吹替 |
| ---------------------------- | ---------------------------- | ---------- |
| エルマー・C・ロビンソン      | ジョン・トラボルタ           | 山路和弘   |
| チャールズ・ヒルダーブランド | ジェームズ・ガンドルフィーニ | 池田勝     |
| レイモンド・フェルナンデス   | ジャレッド・レト             | 家中宏     |
| マーサ・ベック               | サルマ・ハエック             | 山像かおり |
| ライリー                     | スコット・カーン             | 高瀬右光   |
| ジャネット・ロング           | アリス・クリーグ             |            |
| レネ・フォーディー           | ローラ・ダーン               |            |